# Laura Roslin
 Laura Roslin este un personaj fictiv interpretat de Mary McDonnell în serialul reimaginat Battlestar Galactica. Este președintele celor Douăsprezece Colonii și un personaj principal al acestui serial.

## Biografia personajului
Înainte de atacul Cylonilor asupra Coloniilor, Roslin era Secretarul Educației în timpul mandatului președintelui Richard Adar cu care avea o relație romantică. În timpul atacului se afla pe nava spațială de transport pasageri Colonial One și curând după aceea începe să organizeze o flotă cu navele supraviețuitoare pe care se găsesc ultimii cca. 50.000 de supraviețuitori ai omenirii. După ce flota se întâlnește cu Galactica, îl convinge pe comandorul William Adama să renunțe la lupta sinucigașă cu Cylonii și să protejeze flota civilă în drumul acesteia spre mitologica Terra.